# میکیهاروئ مییاموتو
میکیهاروئ مییاموتو (ژاپنی: 宮本 樹明؛ زادهٔ ۱۶ مارس ۱۹۹۷) یک بازیکن فوتبال اهل ژاپن است.
از باشگاه‌هایی که در آن بازی کرده‌است می‌توان به باشگاه فوتبال فاگیانو اوکایاما اشاره کرد.